# Лапорта, Сэм
Сэмюэл Джозеф Лапорта (англ. Samuel Joseph LaPorta; 12 января 2001, Хайленд, Иллинойс) — профессиональный американский футболист, тайт-энд клуба НФЛ «Детройт Лайонс». На студенческом уровне выступал за команду Айовского университета. На драфте НФЛ 2023 года был выбран во втором раунде.

## Биография
Сэм Лапорта родился 12 января 2001 года в Хайленде в штате Иллинойс. Окончил местную старшую школу. Играл в футбол в составе её команды на позициях принимающего и ди-бэка, неоднократно включался в состав сборной звёзд штата. Три года был капитаном футбольной команды, также играл в баскетбол и занимался лёгкой атлетикой.

### Любительская карьера
В 2019 году Лапорта поступил в Айовский университет. В дебютном сезоне в футбольном турнире NCAA он принял участие в двенадцати матчах, в том числе в двух в стартовом составе команды, суммарно сделав 15 приёмов на 188 ярдов. В 2020 году он провёл восемь игр, став лидером команды по количеству приёмов. В сезоне 2021 года Лапорта сыграл в четырнадцати матчах, в том числе в Ситрус Боуле против «Кентукки Уайлдкэтс».
Перед началом сезона 2022 года он был выбран одним из капитанов команды. Лапорта принял участие в двенадцати играх, набрав на приёме 657 ярдов. По итогам года он стал обладателем приза самому ценному игроку нападения команды, получил награду Квалика—Кларка лучшему тайт-энду конференции Big Ten, попал в число финалистов награды Джона Мэки лучшему тайт-энду сезона и был включён в состав сборной звёзд Big Ten.

#### Статистика выступлений в NCAA
| Сезон | Команда      | Игры | Приём | Приём | Приём | Приём | Вынос | Вынос | Вынос | Вынос |
| Сезон | Команда      | Игры | Rec   | Yds   | Y/A   | TD    | Att   | Yds   | Y/A   | TD    |
| ----- | ------------ | ---- | ----- | ----- | ----- | ----- | ----- | ----- | ----- | ----- |
| 2019  | Айова Хокайс | 12   | 15    | 188   | 12,5  | 0     | 0     | 0     | 0,0   | 0     |
| 2020  | Айова Хокайс | 8    | 27    | 271   | 10,0  | 1     | 0     | 0     | 0,0   | 0     |
| 2021  | Айова Хокайс | 14   | 53    | 670   | 12,6  | 3     | 0     | 0     | 0,0   | 0     |
| 2022  | Айова Хокайс | 12   | 58    | 657   | 11,3  | 1     | 2     | 6     | 3,0   | 0     |
| Всего | Всего        | 46   | 153   | 1786  | 11,7  | 5     | 2     | 6     | 3,0   | 0     |

### Профессиональная карьера
Перед драфтом НФЛ 2023 года аналитик издания Bleacher Report Деррик Классен к сильным сторонам Лапорты относил его антропометрические данные, подвижность, умение работать на маршрутах и набирать ярды после приёма мяча, полезность в роли блокирующего игрока. Среди минусов назывались невысокая скорость, нестабильность на приёмах в условиях контактной борьбы и при высоких передачах. Издание сравнивало его с Дэниелом Беллинджером и прогнозировало Лапорте будущее игрока стартового состава либо высокоуровневого запасного в клубе НФЛ.
На драфте Лапорта был выбран «Детройтом» во втором раунде под общим 34 номером. В июне 2023 года он подписал с клубом четырёхлетний контракт на сумму 9,5 млн долларов.

#### Статистика выступлений в НФЛ

##### Регулярный чемпионат
| Сезон | Команда        | Игры | Приём | Приём | Приём | Приём | Вынос | Вынос | Вынос | Вынос |
| Сезон | Команда        | Игры | Rec   | Yds   | Y/A   | TD    | Att   | Yds   | Y/A   | TD    |
| ----- | -------------- | ---- | ----- | ----- | ----- | ----- | ----- | ----- | ----- | ----- |
| 2023  | Детройт Лайонс | 4    | 22    | 242   | 11,0  | 1     | 0     | 0     | 0,0   | 0     |
| Всего | Всего          | 4    | 22    | 242   | 11,0  | 1     | 0     | 0     | 0,0   | 0     |

* на 1 октября 2023 года